# رمزنگاری کلید خودکار

یک tabula recta برای استفاده در رمزنگاری Autokey

رمزنگاری کلید خودکار (به انگلیسی: autokey) یک روش رمزنگاری است که پیغام ( متن آشکار) را با کلید ترکیب می‌کند. دو نوع رمزنگاری کلید خودکار وجود دارد: key autokey و text autokey. رمزنگاری key autokey از اعضای جریان کلید قبلی برای تعیین عنصر بعدی در جریان کلید استفاده می‌کند. رمزنگاری text autokey از متن پیغام‌های قبلی برای تعیین عنصر بعدی در جریان کلید استفاده می‌کند.
در رمزنگاری مدرن، تمام رمزنگاری‌های خودهماهنگ رمز دنباله‌ای همگی از نوع کلید خودکار هستند.

## تاریخچه
اولین رمزنگاری autokey توسط Girolamo Cardano ارائه شد که یک نقص اساسی داشت. همانند بسیاری از رمزنگاری‌های autokey، این روش نیز از خود متن آشکار برای رمزنگاری متن آشکار استفاده می‌کند؛ با این وجود، از آنجا که در این روش از هیچ کلید اضافی استفاده نمی‌شود، هر کسی که پیغام رمز شده را بگیرد، در صورت دانستن نوع الگوریتم رمزنگاری مورد استفاده می‌تواند به پیغام اولیه پی ببرد. رمزنگاران تلاش‌هایی برای طراحی سیستمی که به این سادگی شکست نخورد و در عین حال رمزگشایی در آن برای گیرنده پیغام سخت نباشد انجام دادند و در نهایت Giovan Battista Bellaso در سال ۱۵۴۶ با استفاده از "جدول متقابل" با ۵ حرف و Blaise de Vigenère Bellaso در سال ۱۵۸۶ با جدولی مشابه ولی ۱۰ حرفی موفق به طراحی چنین سیستمی شدند.
یک نوع رایج از autokey با tabula recta که مربعی با ۲۶ کپی از حروف الفبا است آغاز می‌شود. همانند شکل خط اول با "A" آغاز می‌شود، خط دوم با "B" و ... . برای رمز کردن یک متن آشکار، خطی که دارای اولین حرف برای رمز شدن است و ستونی که اولین حرف کلید است را موقعیت یابی می‌کند. نقطه تقاطع این سطر و ستون حرف رمز شده‌است.
Giovan Battista Bellaso از حرف اول هر کلمه به عنوان پایه‌ای برای شروع text-Autokey استفاده می‌کند. Blaise de Vigenère از یک حرف توافق شده به عنوان پایه استفاده می‌کرد.
رمزنگاری autokey که توسط American Cryptogram Association استفاده می‌شود، با یک کلمه کلیدی کوتاه شروع می‌شود و و پیغام را به انتهای آن اضافه می‌کند. بنابراین اگر کلمه کلیدی "QUEENLY" و متن پیغام "ATTACK AT DAWN" باشد، کلید "QUEENLYATTACKATDAWN" خواهد بود.
```
 
Plaintext:
  
ATTACK
 
AT
 
DAWN...

 
Key:
        
QUEENL
 
YA
 
TTACK
 
AT
 
DAWN....

 
Ciphertext:
 
QNXEPV
 
YT
 
WTWP...

```

بنابراین متن رمز شده "QNXEPVYTWTWP" خواهد بود.

## تحلیل رمز
با استفاده از پیغام "meet at the fountain" و با کلمه کلیدی "KILT" داریم:
```
 
plaintext:
  
MEETATTHEFOUNTAIN
 
(
unknown
)

 
key:
        
KILTMEETATTHEFOUN
 
(
unknown
)

 
ciphertext:
 
WMPMMXXAEYHBRYOCA
 
(
known
)

```

ما کلمات مشترک، کلمات دو حرفی و کلمات سه حرفی را بررسی می‌کنیم. برای مثال، "THE":
```
 
ciphertext:
 
WMP
 
MMX
 
XAE
 
YHB
 
RYO
 
CA

 
key:
        
THE
 
THE
 
THE
 
THE
 
THE
 
..

 
plaintext:
  
DFL
 
TFT
 
ETA
 
FAX
 
YRK
 
..

 
ciphertext:
 
W
 
MPM
 
MXX
 
AEY
 
HBR
 
YOC
 
A

 
key:.
 
THE
 
THE
 
THE
 
THE
 
THE
 
.

 
plaintext:.
 
TII
 
TQT
 
HXU
 
OUN
 
FHY.

 
ciphertext:
 
WM
 
PMM
 
XXA
 
EYH
 
BRY
 
OCA

 
key:
        
..
 
THE
 
THE
 
THE
 
THE
 
THE

 
plaintext:
  
..
 
WFI
 
EQW
 
LRD
 
IKU
 
VVW

```

قطعات متن اولیه با ترتیب احتمال مرتب‌سازی می‌شوند.
```
unlikely
 
<---->
 
promising

EQW
 
DFL
 
TFT
 
...
 
...
 
ETA
 
OUN
 
FAX

```

می دانیم که قطعه متن آشکار اولیه با شیفت به تعداد حروف کلمه کلیدی در کلید ظاهر می‌شود. به‌طور مشابه قطعه حدس زده شده از کلید ("THE") در متن آشکار با شیفت به چپ ظاهر می‌شود. بنابراین با حدس زدن طول کلمه کلیدی (احتمالاً بین 3 تا 12 حرف) می‌توانیم به متن آشکار و کلید پی ببریم.
همین کار را با "OUN" انجام می دهیم:
```
shift
 
by
 
4
:

 
ciphertext:
 
WMPMMXXAEYHBRYOCA

 
key:
        
......ETA.THE.OUN

 
plaintext:
  
......THE.OUN.AIN

 
by
 
5
:

 
ciphertext:
 
WMPMMXXAEYHBRYOCA

 
key:
        
.....EQW..THE..OU

 
plaintext:
  
.....THE..OUN..OG

 
by
 
6
:

 
ciphertext:
 
WMPMMXXAEYHBRYOCA

 
key:
        
....TQT...THE...O

 
plaintext:
  
....THE...OUN...M

```

همانطور که می بینید شیفت 4 تایی خوب به نظر می رسد (دو حالت شیفت دیگر Q بعید دارند). بنابراین "ETA" ظاهر شده را به اندازه 4 تا در متن آشکار شیفت می دهیم:
```
ciphertext:
 
WMPMMXXAEYHBRYOCA
key:
 
..LTM.ETA.THE.OUN
plaintext:
 
..ETA.THE.OUN.AIN

```

در این مرحله احتمالاً کلمه کلیدی 4 کاراکتری است ("..LT") و ما باید بخشی از پیغام را به دست آورده باشیم:
```
 
M.ETA.THE.OUN.AIN

```

از آنجایی که حدس‌های متن آشکار ما بر روی 4 کاراکتر سمت چپ دارد، می‌توانیم حدس‌های درست و غلط بزنیم و جاهای خالی را پر کنیم:
```
MEETATTHEFOUNTAIN

```

سادگی تحلیل رمز به خاطر فیدبکی است که از رابطه بین متن آشکار و کلید ناشی می‌شود. یک حدس 3 کاراکتری، 6 کاراکتر دیگر را آشکار می‌کند که به نوبه خود کاراکترهای بیشتری را آشکار می‌کنند و تأثیر آبشاری ایجاد می‌کند که به رد کردن سریع حدس‌های غلط کمک می‌کند.

## autokey در رمزنگاری‌های مدرن
رمزنگاری‌های مدرن Autokey از متودهای بسیار متنوع رمزنگاری استفاده می‌کنند، اما همه این رمزنگاری‌ها یا از بایت‌های کلید یا بایت‌هایی از متن آشکار استفاده می‌کنند. بیشتر رمزهای دنباله‌ای بر اساس ژنراتور عدد شبه تصادفی ساخته شده اند: از کلید برای مقدار دهی اولیه ژنراتور استفاده می‌شود، و سپس بایت‌هایی از کلید یا متن آشکار برای تولید بایت‌های بیشتر به ژنراتور تغذیه می‌شود.
برخی از رمزهای دنباله‌ای خودهماهنگ (به انگلیسی: self-synchronizing) هستند؛ چراکه بایت‌های بعدی کلید معمولاً فقط به N بایت قبلی پیغام وابسته است. اگر یک بایت در پیغام گم یا مخدوش شود، تنها زمانی که N بایت پردازش شده باشد جریان کلید نیز مخدوش می‌شود. در این نقطه جریان کلید به حالت نرمال باز می گردد و بقیه پیغام به درستی رمزگشایی می‌شود. 